# Adaobi Tabugbo
Adaobi Tabugbo (* 3. Oktober 2001) ist eine nigerianisch-US-amerikanische Sprinterin und Hürdenläuferin, die sich auf den 100-Meter-Hürdenlauf spezialisiert hat und seit 2022 für Nigeria startberechtigt ist. Mit der nigerianischen 4-mal-100-Meter-Staffel wurde sie 2024 in Douala Afrikameisterin.

## Sportliche Laufbahn
Erste internationale Erfahrungen sammelte Adaobi Tabugbo, die in Laurel in Maryland aufwuchs und ein Studium an der Brigham Young University absolvierte, bei den Leichtathletik-Afrikameisterschaften 2024 in Douala, bei denen sie in 13,47 s den fünften Platz im 100-Meter-Hürdenlauf belegte. Zudem verhalf sie der nigerianischen 4-mal-100-Meter-Staffel zum Finaleinzug und trug so zum Gewinn der Goldmedaille bei.

## Persönliche Bestzeiten
- 100 m Hürden: 13,02 s (+1,8 m/s), 13. April 2024 in Gainesville
  - 60 m Hürden (Halle): 8,13 s, 23. Februar 2024 in Lubbock